# Omladinski stadion
Omladinski Stadium (en serbe cyrillique : Омладински стадион), en français le Stade de la jeunesse, est un stade omnisports situé à Belgrade, la capitale de la Serbie. 
Actuellement utilisé pour des matchs de football, il sert de stade à l'équipe de l'OFK Belgrade. Il dispose d'une capacité de 19 100 places, dont 10 600 places assises.